# Peter Parker, 2. Baronet
Sir Peter Parker, 2. Baronet (* 18. April 1786 in England; † 14. August 1814 in Fairlee (Maryland)), war ein britischer Seeoffizier.

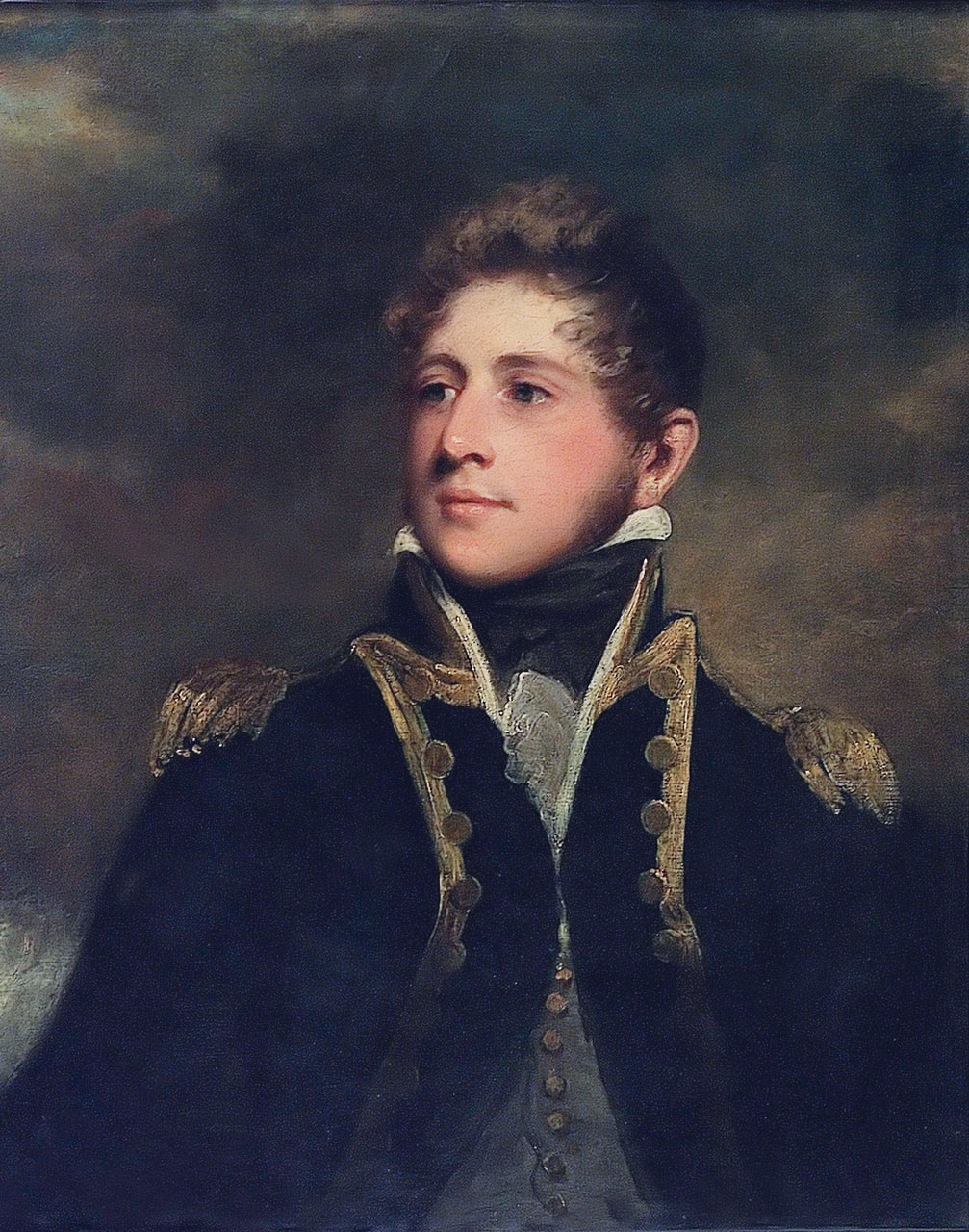
Peter Parker, um 1810, von John Hoppner

## Leben
Er war der Sohn des Vizeadmirals Christopher Parker, der wiederum Sohn des Admirals Sir Peter Parker, 1. Baronet war, und der Tochter Augusta Byron des Vizeadmirals John Byron. Der Dichter George Gordon Byron, 6. Baron Byron, war sein Cousin.
Parker besuchte die Westminster School und war ab 1798 in der Royal Navy, wo er unter seinem Großvater, dem Viscount St. Vincent und unter Lord Nelson diente. 1804 wurde er Commander und kommandierte die Brigg Weazel. Sie war die erste, die im Vorfeld der Schlacht von Trafalgar das Auslaufen der französisch-spanischen Flotte aus Cádiz beobachtete, wofür Parker zum Captain befördert wurde.
1810/11 war er kurz als Abgeordneter für Wexford Mitglied des House of Commons. Beim Tod seines Großvaters 1811 erbte er den Adelstitel eines Baronet, of Bassingbourn in the County of Essex.
1810 erhielt er ein Kommando auf der Fregatte Menelaus. Er war an der Unterdrückung einer Meuterei auf der Africaine beteiligt und an der Eroberung von Mauritius Ende 1810. 1812 war die Menelaus Teil der Seeblockade Frankreichs im Mittelmeer insbesondere vor Toulon und ab 1812 war er im Britisch-Amerikanischen Krieg gegen die USA eingesetzt, wobei er an der Küste von Maryland Schiffe aufbrachte und Küstenorte angriff. 1814 operierte er gegen die Franzosen im Atlantik und eroberte im Januar ein wertvolles spanisches Handelsschiff als Prise. Nach der französischen Kapitulation 1814 wurde er nach Bermuda entsandt und von dort in die Chesapeake Bay, wo er unter Admiral George Cockburn Baltimore blockierte und den Handelsverkehr der Amerikaner unterband. Außerdem zerstörte er rücksichtslos Farmen und amerikanischen Besitz entlang der Küste. Er war schon nach der Zerstörung von Washington, D.C. durch die Briten aus der Chesapeake Bay zurückbeordert worden, wollte aber nach einem Nachtmahl mit seinen Offizieren noch einmal in einem Kommandounternehmen eine Einheit der Miliz von Maryland, die ihr Lager bei Chestertown (Maryland) aufgeschlagen hatte, angreifen. Es entwickelte sich ein einstündiger nächtlicher Nahkampf, in dem die Briten zurückgeschlagen wurden und er am Bein getroffen wurde und verblutete, bevor er zurück auf seinem Schiff war. Er liegt im Familiengrab in der St Margaret’s Church in London.
Sein Cousin Lord Byron schrieb 1814 ein Gedicht auf seinen Tod und Henry Newbolt widmete ihm ein Gedicht.
Er war seit 1809 mit Marianne Dallas, Tochter des Sir George Dallas, 1. Baronet, verheiratet und hatte drei Söhne. Sein Sohn Peter Parker (1809–1834), der 3. Baronet, war Commander auf der HMS Vernon.
Sein Bruder John, ein Artilleriehauptmann, war nach dem Tod seines Sohns der 4. Baronet und danach ein weiterer Bruder Charles (1792–1862), der 5. Baronet. Er war auch Seeoffizier, diente unter seinem Bruder auf der Weazel und Menelaus und wurde später Admiral. Nach seinem Tod erlosch die Baronetswürde, da er keine Kinder hatte.